# 요하니스탈러 쇼세역
요하니스탈러 쇼세역(U-Bahnhof Johannisthaler Chaussee)은 베를린 노이쾰른구 그로피우스슈타트에 있는 U7의 역이다. 부역명은 그로피우스슈타트(Gropiusstadt)이다. 1970년 1월 2일 츠비카우어 담 연장 구간의 일부로 개통했다.
라이너 륌러가 단순함을 위주로 설계했다. 섬식 승강장의 중앙에 지상으로 올라가는 계단이 있으며, 근처 쇼핑 센터인 그로피우스 파사젠(Gropius Passagen)으로 연결되는 통로와, 대합실로 연결되는 북쪽 출구가 있다. 1970년 건설 당시에 있었던 대합실은 철거되었다. 외벽은 회색 세라믹 타일로 마감되어 있으며, 중앙에 역명이 표시된 부분은 흰색 세라믹 타일을 사용했다. 역사 내부 기둥은 금속 패널로 마감했다. 역 천장과 승강장 바닥은 회색으로 마감했다.

## 인접 철도역
| 베를린 지하철 7호선                 | 베를린 지하철 7호선 | 베를린 지하철 7호선  |
| ----------------------------------- | ------------------- | -------------------- |
| 브리츠쥐트 라트하우스 슈판다우 방면 | U7                  | 립시츠알레 루도 방면 |